# Вулиця Академіка Івахненка
Ву́лиця Академіка Івахненка — вулиця в Шевченківському районі міста Києва, місцевість Сирець. Пролягає від провулку Академіка Івахненка до вулиці Ольжича.
Прилучаються вулиці Полянська та Ічкерська.

## Історія
Вулиця виникла у 1-й половині XX століття під назвою 440-ва Нова, у 1944 році отримала назву Кривоносівська (фактично продовжували використовувати попередню назву). 1955 року отримала назву вулиця Чаплигіна, на честь російського радянського вченого С. О. Чаплигіна.
Сучасна назва на честь вченого у галузі автоматичного керування, кібернетики і математичного моделювання Олексія Івахненка — з 2022 року